# CCTV证券资讯频道
CCTV证券资讯频道是隶属于中国中央电视台的中央新闻纪录电影制片厂开办的在全国范围播出的数字电视频道，也是中央电视台第二个辐射全国、制作并提供证券节目的专业财经频道。该频道是央视系列频道当中唯一透过鼎视传媒卫星代理传输的频道。
2017年8月，该频道开始不间断游动跑马通知，“从2017年8月16日起，因播出系统技术改造等原因，CCTV证券资讯频道即日起停播直播类节目”，之后于2017年11月8日全频道暂停播出，但节目信号并未中断，目前全天24小时播放检验图，节目内容尚未恢复播出。而CCTV证券资讯频道官网现时则仍处于维护状态。2021年1月，CCTV证券资讯频道信号正式从亚洲六号下线，其官网也无法进入。但2021年国家广电总局发布的付费频道备案表中，证券资讯频道依旧存在。